# Roccasparvera

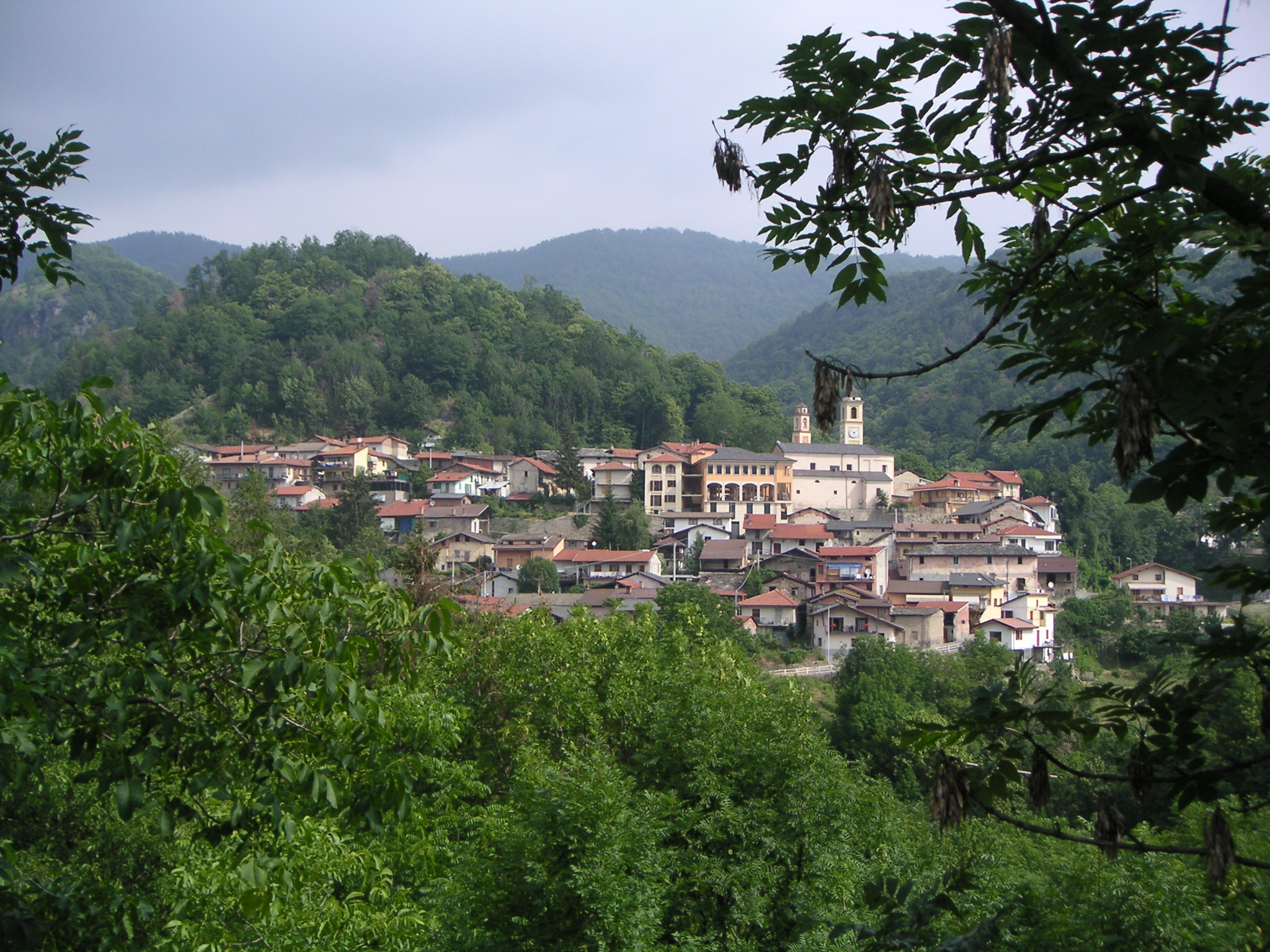
Roccasparvera

Roccasparvera là một đô thị tại tỉnh Cuneo trong vùng Piedmont của Italia, vị trí cách khoảng 80 km về phía nam của Torino và khoảng 10 km về phía tây nam của Cuneo. Tại thời điểm ngày 31 tháng 12 năm 2004, đô thị này có dân số 700 người và diện tích 11,0 km².
Roccasparvera giáp các đô thị: Bernezzo, Borgo San Dalmazzo, Cervasca, Gaiola, Rittana và Vignolo.